# Johann von Neckelmann
Johann von Neckelmann (* 21. März 1731 in Mittelsbühren; † 7. Dezember 1810 in Haderslev) war ein dänischer Generalmajor.

## Leben
Johann von Neckelmann war der Sohn von Martin Neckelmann, Pfarrer in Mittelsbühren und Grambke im heutigen Bremer Stadtgebiet, und dessen Frau Anna Hollen.
Als Johann von Neckelmann zwei Jahre alt war, ereilte ihn ein Schicksalsschlag. Am 27. Januar 1734 kehrten seine Eltern mit seinen beiden Schwestern und ihm in einem Wagen aus der Stadt zurück. Vor dem ehemaligen östlichen Mittelsbürener Ortsteil Osterort scheuten die Pferde am Oslebshauser Deich, stürzten in ihrer Raserei mitsamt dem Wagen in die Weser und zogen diesen mit sich. Sein Vater konnte zusammen mit ihm aus dem Wagen springen. Seine Mutter und die beiden Schwestern ertranken.
Neckelmann besuchte die Lateinschule in Bremen und sollte ursprünglich, wie sein Vater, Theologe werden. Nach dem Tod seines Vaters 1743 ging er jedoch entgegen dem Willen seines Vormunds nach Holland in die Republik der Vereinigten Niederlande, wo er im Alter von 14 Jahren als Kadett in die Armee aufgenommen wurde. Er stieg schnell zum Unteroffizier auf und nahm am Österreichischen Erbfolgekrieg teil. Anschließend wurde er als Unteroffizier bei der Königlichen Leibgarde zu Fuß angestellt. Am 19. April 1752 wurde er Leutnant (Sekondløjtnant) des schleswigschen stehenden Infanterieregiments. Am 13. August 1754 wurde er zum Oberleutnant befördert und am 21. Juni 1758 zum Generaladjutanten des Regimentschefs des Schleswigschen Infanterieregiments, dem Generalleutnant und Herzog Friedrich Christian I. Trotz des Altersunterschieds wurden die beiden enge Freunde und Neckelmann stieg schnell in der militärischen Karriereleiter auf.
Am 23. Januar 1760 wurde ihm der Charakter als Hauptmann verliehen. Während des Siebenjährigen Kriegs lag sein Regiment in Glückstadt. Im Zuge der von König Friedrich V. beauftragten und von Claude-Louis, comte de Saint-Germain, geleiteten Reorganisation der Armee wurde er am 7. Dezember 1763 gemäß den neuen Heeresordnungen in den neu geschaffenen Rang eines Kapitänleutnants überführt. Im Jahr darauf, am 19. September 1764, wurde er Hauptmann beim Plønske-Infanterieregiment. Am 29. April 1766 heiratete er Frederikke Gabrielle von Wedderkop (1747–1789) in ihrer Geburtsstadt Rendsburg, eine Urenkelin von Gabriel Wedderkop. Aus dieser Ehe ging der dänische Jurist, Bürgermeister und Geschichtsschreiber Ludvig Conrad Neckelmann hervor. Nach der Auflösung seines Regiments wurde er 1767 als Hauptmann zum jütländischen stehenden Infanterieregiment versetzt.
Im Jahr 1776 erließ König Christian VII. Verordnungen, nach denen der Zugang zu Ämtern nur noch dänischen Staatsbürgern vorbehalten war. Als im Herzogtum Bremen Geborener beantragte er am 2. April 1776 während seiner Stationierung in Kiel die dänische Staatsbürgerschaft, welche ihm am 12. Juni desselben Jahres gewährt wurde. Am 26. Februar 1777 wurde ihm der Charakter als Major verliehen. Am 25. Februar 1784 wurde er Bataillonsmajor, ein Jahr später am 18. März 1785 Sekond-Major und am 2. November 1787 Premier-Major. Rückwirkend zum 31. Juli wurde er 1790 Oberstleutnant. Am 27. Februar 1795 erhielt er den Charakter als Oberst. Nach dem Tod seiner Frau 1789 heiratete er 1791 in zweiter Ehe Anna Catharina Thamsen (1751–1820), eine Tochter des Rats- und Handelsherrn Berend Jacob Thamsen und dessen Frau Helena Lucia, geb. Thamsen.
Am 30. August 1797 wurde mit Prinz Christian August der Sohn von Friedrich Christian I., zum Chef des Jütländischen Infanterieregiments ernannt. Damit war er Johann von Neckelmanns Vorgesetzter. Wie schon mit dessen Vater entwickelte sich auch hier eine enge Freundschaft. Da Prinz Christian August viele Verpflichtungen hatte und oft abwesend war, überließ er die tatsächliche Führung des Regiments Neckelmann. Am 10. Juni 1803 wurde Johann von Neckelmann Chef des Fyenske-Infanterieregiments und zum Generalmajor der Infanterie ernannt. Auf eigenen Wunsch wurde er schließlich am 9. Januar 1807 mit einer Pension von 1500 Reichstalern ehrenvoll verabschiedet.